# دوروتی یوست
دوروتی یوست (انگلیسی: Dorothy Yost؛ ۲۵ آوریل ۱۸۹۹ – ۱۰ ژوئن ۱۹۶۷) یک فیلم‌نامه‌نویس اهل ایالات متحده آمریکا بود.

## فیلم‌شناسی
- جکی (۱۹۲۱)
- Little Miss Smiles (۱۹۲۲)
- My Husband's Wives (۱۹۲۴)
- Marriage in Transit (۱۹۲۵)
- Kentucky Pride (۱۹۲۵)
- The Sea Bat (۱۹۳۰)
- طلاق گی (۱۹۳۴)
- Laddie (۱۹۳۵)
- A Dog of Flanders (۱۹۳۵)
- آلیس آدامز (۱۹۳۵)
- Freckles (۱۹۳۵)
- Murder on a Bridle Path (۱۹۳۶)
- M'Liss (۱۹۳۶)
- Racing Lady (۱۹۳۷)
- There Goes the Groom (۱۹۳۷)
- The Story of Vernon and Irene Castle (۱۹۳۹)
- باج‌گیری (۱۹۳۹) (داستان)
- شکوفه در غبار (۱۹۴۱) (uncredited)
- Thunderhead, Son of Flicka (۱۹۴۵)
- The Strawberry Roan (۱۹۴۸)
- Loaded Pistols (۱۹۴۸)
- گربه بزرگ (۱۹۴۹)